# Eumedonia modestus
Eumedonia modestus är en fjärilsart som beskrevs av Yuri P. Nekrutenko 1972. Eumedonia modestus ingår i släktet Eumedonia och familjen juvelvingar. Inga underarter finns listade i Catalogue of Life.